# Darko Jurković

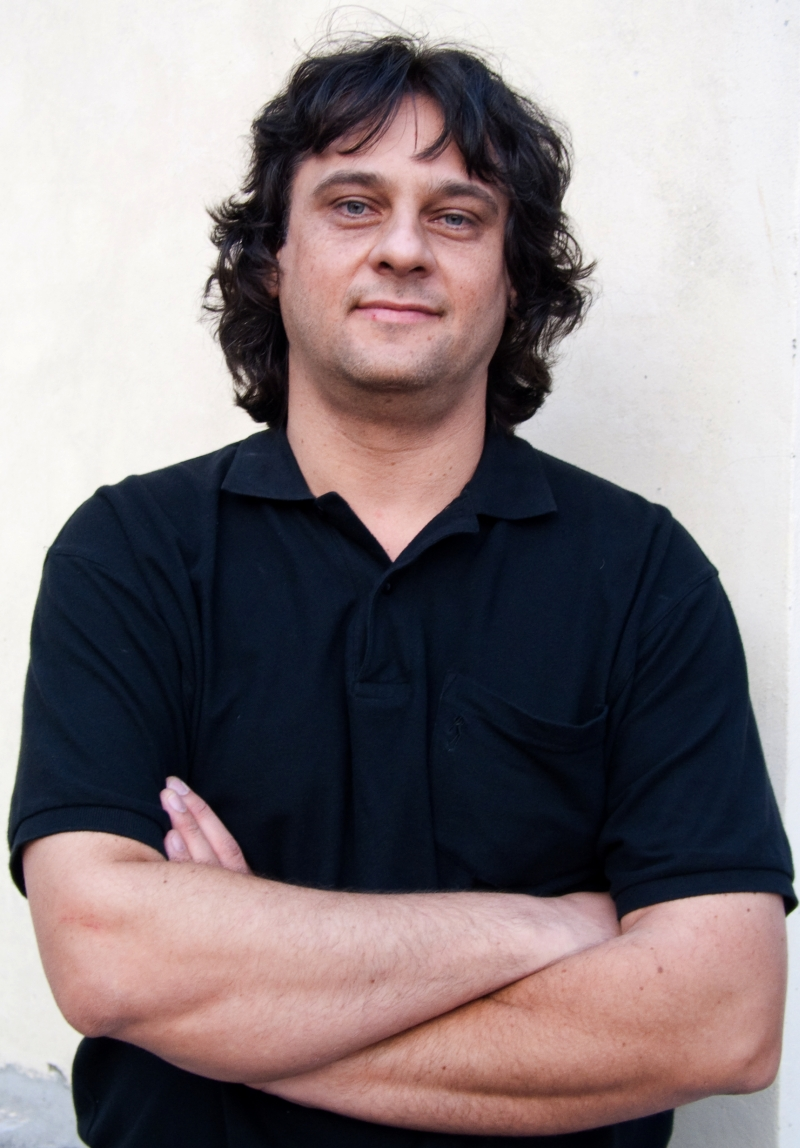
Darko Jurković

Darko (Charlie) Jurković (Rijeka, 20 april 1965) is een Kroatische jazzgitarist.

## Biografie
Jurković kreeg klassieke vioolles, toen hij 15 was raakte hij geïnteresseerd in jazz en de gitaar. Hij ging erop spelen, beïnvloed door Pat Metheny, John Scofield en vooral Stanley Jordan. Net als Jordan begon hij op het instrument met beide handen spelen. Deze techniek ('two-hand tapping') beheerst hij nu zo goed, dat hij gelijktijdig op twee gitaren melodie en bas kan spelen. Tot 1997 studeerde hij aan de Universitat für Musik und darstellende Künst in Graz, bij Harry Pepl.
Hij werke in Kvartet Sensitive, in Europlane Orchestra en in de groep van Boško Petrović. Tevens speelde hij met Emil Spányi en Gino Comisso en was lid van het trio van František Uhlíř (live-opnames met Dusko Goykovich) Onder eigen naam nam hij drie albums op en als medeleider twee (2017). Hij toerde in Europa en Turkije, maar ook in Zuid-Amerika.

## Prijzen en onderscheidingen

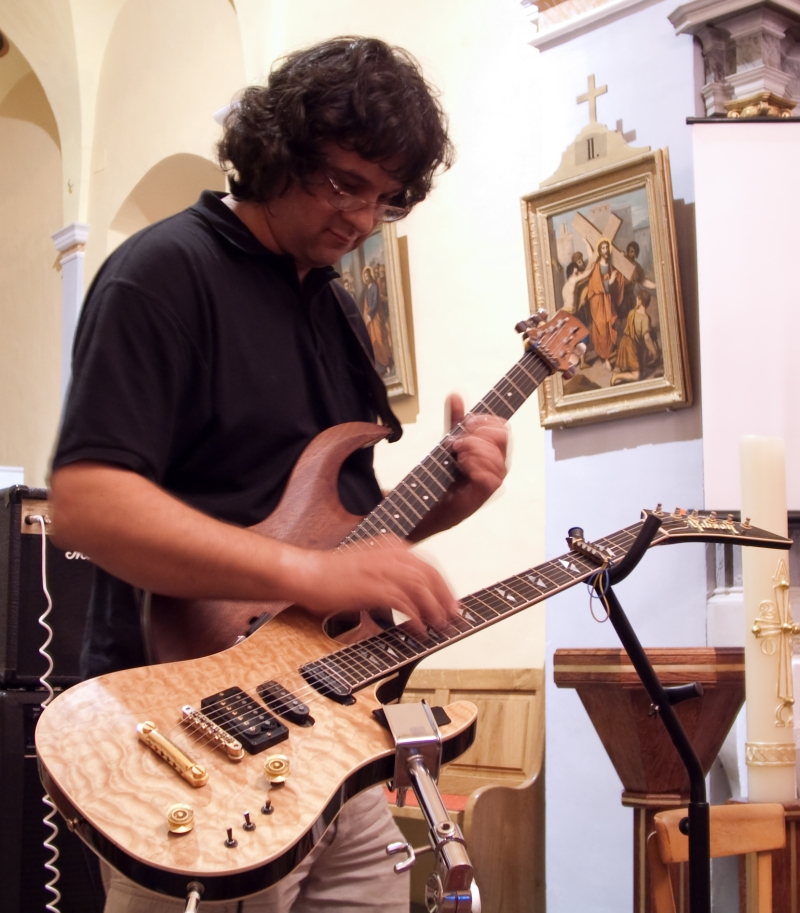
Darko Jurković speelt op twee gitaren tegelijk (two-hand tapping).

Jurković won onder meer een Porin.

## Discografie (selectie)
- My Contribution (Gis Records, 1999)
- Live 2002 (JUH Music, 2003)
- František Uhlíř May Be Later (Vltava/Arta, 2008)
- Alla Maniera (SIPA Music, 2010)
- Goran Končar & Darko Jurković Jazz Quartet Meeting Point (Croatia Records, 2015)
- Matija Dedić & Darko Jurković Charlie Jazzy Bach (Croatia Records, 2015)